# 甯随
甯 随（ねい ずい）は、『三国志演義』に蜀漢の武将として登場する架空の人物。

## 三国志演義
姜維の副将として登場。
魏の鍾会と鄧艾が蜀に侵攻したとき、姜維と共に沓中で屯田していた。
援軍に赴こうとした姜維が諸葛緒によって退路を断たれてしまったとき、諸葛緒が統治する雍州を攻撃するふりをして剣閣へ向かうことを進言した。
その後は登場しない。